# Streptomyces conglobatus
Espèce
Streptomyces conglobatus est une bactérie à Gram-positif de la famille des Streptomycetaceae et du genre Streptomyces.

## Antibiotiques
Streptomyces conglobatus produit deux antibiotiques, l'ionomycine qui est également un puissant ionophore calcique, et la conglobatine (Macrolide dilactone).